# Yokosuka MXY1
Yokosuka MXY1 —  експериментальний літак Імперського флоту Японії періоду кінця 1930-х років.

## Історія створення
Наприкінці 1935 року командування ВПС Імперського флоту Японії доручило Арсеналу флоту в Йокосуці вивчити властивості літака типу парасоль із закритою кабіною. Будівництво літака доручили фірмі Watababe, яка розпочала роботи у листопаді 1937 року. Оскільки японці не мали відповідного досвіду, вони використали розробки британської фірми Parnall.
Роботи йшли поволі, і лише у 1939 році був готовий перший прототип. Він отримав позначення «Експериментальний літак MXY1» Це був літак з аеродинамічною схемою «Парасоль», із великою заскленою кабіною, де, окрім пілота, могли розміститись ще 3 особи. Літак був оснащений двигуном Nakajima Hikari 1 Kai потужністю 820 к.с., закритий капотом типу NACA. Прямокутні крила підтримувались масивними стійками. Шасі були закриті обтічниками.
Випробування показали незадовільні характеристики літака. Серйозною проблемою була вібрація літака. Декілька місяців тривали роботи з виправлення недоліків, але зрештою флот припинив роботи щодо цього літака.
Паралельно велись роботи по майже ідентичному «Експериментальному літаку MXY2», але у зв'язку із закриттям проекту вони були припинені.

## Тактико-технічні характеристики

### Технічні характеристики
- Екіпаж: 1 чоловік
- Пасажири: 3 чоловік
- Довжина: 9,50 м
- Розмах крил: 13,00 м
- Площа крил: 28,00 м²
- Маса пустого: 1 000 кг
- Маса спорядженого:  1 500 кг

### Льотні характеристики
- Максимальна швидкість: 200 км/г
- Практична стеля: 8 000 м
- Тривалість польоту: 2 год